# Halten fyr
Halten fyr ligger i det affolkede fiskeleje Halten i Frøya kommune i Sør-Trøndelag fylke i Norge, nærmere bestemt på Store Reinsøy.
Fyrstationen blev etableret på Halten i 1875 og er en del af fyrkjæden i ørækken ud for Frøya, med Sula fyr i syd, derefter Vingleia fyr, Finnvær fyr og længst mod nord Halten fyr.
Fyret et et 29,5 m højt stentårn som blev flyttet fra Lista fyr. Det var oprindelig planlagt at Halten fyr skulle være et tvillingfyr, men dette blev ikke tilnoget, da den fyrtekniske udvikling gjorde dette unødvendig.
Lampen har en lysstyrke på 1.080.000 candela og har en lysvidde på 17,5 sømil. Fyret har desuden installeret et RACON-anlæg der sender bogstavet "T", en DPGS-basestation og et radiofyr der sender på frekvensen 301,1 kHz.
Meget af det originale interiør og eksteriør er bevaret på fyret som er blevet fredet efter lov om kulturminder.
Fyret blev frem til 2005 benyttet af Kystverket som arbejdsplads for to personer der havde til opgave at vedligeholde et antal fyr indenfor et område.